# Sinai-Aufstand
Der Sinai-Aufstand war ein bewaffneter Konflikt auf der Sinai-Halbinsel in Ägypten, der Anfang 2011 als Begleiterscheinung der Revolution in Ägypten 2011 begann. Die Handlungen von Islamisten, die überwiegend aus radikalisierten Beduinen der Region bestanden, zogen eine seit Mitte 2011 unter „Operation Adler“ bekannte harte Reaktion der ägyptischen Regierung nach sich. Dennoch fanden bis Mitte 2012 weitere Attentate gegen ausländische und Regierungseinrichtungen statt, was ein drastisches Durchgreifen der neuen ägyptischen Regierung unter der Bezeichnung Operation Sinai nach sich zog.

## Hintergrund
Nach dem Sturz des Regimes Husni Mubaraks 2011 wurde das Land zunehmend instabiler. Radikale islamische Elemente auf der Sinaihalbinsel nutzten die Gelegenheit aus und nutzten die einzigartige Umgebung der überwiegend demilitarisierten Sinaihalbinsel, dazu, mehrere Wellen von Attentaten auf ägyptische militärische und gewerbliche Anlagen zu verüben.

## Geschichte

### Erste Attentate

#### Gewerbliche Anlagen
Die ersten Angriffe des Aufstands traten sporadisch ab Februar 2011 auf und konzentrierten sich auf die arabische Gaspipeline nach Jordanien, Syrien und in den Libanon, sowie einen Abzweig derselben von al-Arish nach Israel. Diese Anschläge unterbrachen wiederholt die Versorgung der gesamten Region mit ägyptischem Gas.

#### Attentat auf eine ägyptische Polizeiwache Juli 2011
Am 30. Juli verübten Kämpfer ein Attentat auf eine ägyptische Polizeiwache in El-Arish und töteten sechs Menschen.
Am 2. August erklärte eine Gruppe, die behauptete, der Sinaizweig von al-Qaida zu sein, ihre Absicht, ein Kalifat im Sinai zu schaffen.

### Operation Adler
Mitte 2011 sickerte eine Gruppe islamischer Terroristen an der israelischen Grenze des Sinai ein und startete koordinierte Angriffe gegen israelische Militärs und Zivilisten. Auf blutige Zusammenstöße im Süden folgend, beschuldigte Israel den palästinensischen Islamischen Jihad in Gaza und startete einen Racheangriff, der die Spannung mit palästinensischen Kämpfern eskalieren ließ.

### Angriff im August 2012
Am 5. August 2012 überfiel eine Gruppe bewaffneter Männer eine ägyptische Militärbasis auf der Sinai-Halbinsel aus einem Hinterhalt, tötete 16 ägyptische Soldaten, erbeutete zwei ägyptische Panzerwagen und floh dann über die Grenze nach Israel. Beim Versuch, die Absperrung des Grenzübergangs Kerem Shalom in Israel zu durchbrechen, explodierte eines der Fahrzeuge. Die Angreifer lieferten sich daraufhin ein Feuergefecht mit israelischen Streitkräften, sechs Angreifer wurden dabei getötet. Kein Israeli wurde verletzt. Die Angreifer waren wie Beduinen gekleidet und griffen mit Schusswaffen sowie reaktiven Panzerbüchsen an. 35 Angreifer beteiligten sich an diesem Angriff auf die ägyptische Basis.

### Operation Sinai
Ein Angriff auf ägyptische Streitkräfte im August 2012 löste ein vom ägyptischen Heer, Polizeispezialeinheiten und der Luftwaffe geführtes scharfes Vorgehen gegen die dschihadistischen terroristischen Kämpfer aus. Im Zuge der Operation wurden 32 Kämpfer und Verdächtige getötet und 38 verhaftet.

### Eskalation nach dem Militärputsch von 2013
Seitdem die Armee unter Führung des Militärratschefs Abd al-Fattah as-Sisi im Militärputsch vom 3. Juli 2013 den ersten demokratisch gewählten Staatspräsidenten Ägyptens, Mohammed Mursi, stürzte, verstärkten Dschihadisten ihre Angriffe auf staatliche Einrichtungen, Polizeistationen und Militärstützpunkte deutlich auf der Sinai-Halbinsel wo sich im Norden nach dem Sturz von Husni Mubarak islamistische Milizen und Schmugglerbanden etabliert hatten und die Region zu einer Hochburg militanter Islamisten geworden war. Daraufhin ging die Armee bei einer Militäroffensive unter anderem massiv gegen bewaffnete Gruppen nahe der israelischen Grenze vor.

#### Verlauf
Am Morgen des 19. August 2013, einen Tag nachdem 36 Häftlinge bei einem Transport in Polizeigewahrsam nach offiziellen Angaben erstickt sind, beschossen Gotteskrieger im nördlichen Sinai nahe der ägyptisch-palästinensischen Grenzstadt Rafah Kleinbusse mit Polizisten und töteten 25 Polizisten. Es handelte sich bei dem Blutbad seit Jahren um die schwerste Gewalttat auf der Sinai-Halbinsel, deren nördlicher Teil zunehmend außer Kontrolle geriet. Am Abend des 29. August töteten Soldaten an einer Straßensperre vor dem Stützpunkt der Multinationalen Beobachtermission auf dem Sinai vier mutmaßliche Extremisten. Laut Angabe eines Angehörigen der Sicherheitskräfte sollen sich die bewaffneten Männer nach Beginn der Ausgangssperre mit ihrem Fahrzeug auf den Stützpunkt Al-Gora zubewegt und sich an dem Kontrollposten geweigert haben anzuhalten, worauf die Soldaten alle vier Insassen des Fahrzeugs getötet hätten. Die Multinationale Beobachtermission überwacht die Einhaltung des Friedensabkommens zwischen Israel und Ägypten. Seit dem Sturz des Präsidenten Mursi durch das Militär hatten die Angriffe militanter Islamisten auf Polizei und Armee im Norden der Sinai-Halbinsel zugenommen.
Anfang September startete die ägyptische Armee eine großangelegte Offensive gegen militante Islamisten, die auf der Sinai-Halbinsel Stützpunkte errichtet hatten. Militärsprecher Ahmad Ali kündigte im September an: „Wir schreiten gegen die Terroristen ein, anstatt einfach nur auf Terroranschläge zu reagieren“. Nach einer durch zwei Selbstmordanschläge bedingten kurzen Pause führte das Militär seine am 7. September begonnene Offensive auf dem Sinai gegen islamistische Extremisten fort, die als die größte derartige Offensive in der jüngeren Vergangenheit gilt. Am Wochenende von Ende August zu Anfang September wurde auf der Sinai-Halbinsel der Al-Kaida-Anführer Adel Habara festgenommen. Beobachter vermuteten einen Zusammenhang zwischen der Festnahme und dem in der darauffolgenden Woche verübten und laut Korrespondentenberichten in seiner Art in Ägypten ungewöhnlichen Sprengstoffattentat auf den ägyptischen Innenminister Mohammed Ibrahim in Kairo, das die Muslimbruderschaft scharf verurteilte. Bis zum 10. September töteten Soldaten auf der strategisch wichtigen und an Israel und den Gazastreifen grenzenden Halbinsel Armeeangaben zufolge mindestens 29 Verdächtige. Am 11. September zerstörte ein Selbstmordattentäter das Hauptquartier der Sicherheitskräfte in Rafah, wobei mindestens drei Menschen getötet und zehn weitere verletzt wurden. Am 13. September griffen Kampfhubschrauber Stellungen mutmaßlicher Rebellen in einem Dutzend Dörfer südlich der Stadt Scheich Suwaid und in der Nähe von Arisch an. Am 15. September meldete der Armeesprecher, „dem Terrornetzwerk Al-Kaida nahestehende Aufständische“ hätten auf dem Sinai seit Anfang Juli mehr als 100 Angehörige der Sicherheitskräfte getötet. Bis Anfang Oktober beliefen sich die offiziellen Verluste der Sicherheitskräfte auf 125 Tote bei fast 1000 weiteren Verletzten.
Am 5. Oktober wurden laut der staatlichen Nachrichtenagentur Mena bei einem Feuergefecht zwischen Soldaten und Aufständischen vier Menschen erschossen. Bewaffnete hatten einen Armeeposten auf einer Verbindungsstraße zwischen Kairo und der Suezkanal-Stadt Ismailia angegriffen und wurden getötet, wobei in ihrem Fahrzeug Sturmgewehre gefunden worden seien.
Der Süden der strategisch wichtigen Sinai-Halbinsel, wo auch der Badeort Scharm El-Scheich liegt, blieb hingegen Anfang Oktober ruhig, bis am 7. Oktober zwölf Polizisten starben und Dutzende verletzt wurden, als eine Autobombe vor dem Hauptquartier der Sicherheitskräfte in at-Tur detonierte, wo eine Sitzung hochrangiger Offiziere stattfand. Über die mutmaßlichen Attentäter wurde zunächst nichts bekannt.
Am 7. Oktober kam es landesweit zu Angriffen, bei denen 18 Angehörige von Armee und Polizei getötet wurden. In der Stadt At-Tur im Süden der Sinai-Halbinsel starben nach Angaben aus Sicherheitskreisen zwölf Polizisten, als eine Autobombe auf dem Gelände der Sicherheitsdirektion detonierte. Dutzende wurden verletzt. In dem Gebäude fand zum Zeitpunkt des Anschlags eine Sitzung hochrangiger Offiziere statt. Über die mutmaßlichen Attentäter wurde zunächst nichts bekannt. In der Stadt Ismailia in der Nähe des Suez-Kanals erschossen Unbekannte sechs Soldaten, die sich bei einem Kontrollposten aufhielten. 35 Menschen sollen bei dieser Attacke in der Nähe der Ortschaft Abu Suwair verletzt worden sein.
Am 11. Oktober wurden mindestens neun Soldaten bei Bombenanschlägen auf ihre Fahrzeuge auf dem Sinai verletzt. Am späten Abend des 16. Oktober brachen nach Angaben aus Sicherheitskreisen in der Nähe eines Kontrollpunkts der Sicherheitskräfte in der Stadt Arisch Kämpfe mit dem Militär aus, bei denen sechs „Aufständische“ getötet wurden.
Am 13. Oktober wurde ein US-Amerikaner in seiner Gefängniszelle in Ismailia nahe dem Suezkanal erhängt aufgefunden. Sicherheitsbeamte sagten, er habe offenbar Selbstmord begangen. Der Mann war am 27. August unter dem Verdacht in Polizeigewahrsam genommen worden, gegen eine Ausgangssperre verstoßen zu haben. Das ägyptische Innenministerium teilte mit, zum Zeitpunkt seiner Festnahme hätten die Sicherheitskräfte auf eine Autobombe vor einer Polizeistation in der Stadt Scheich Zwayed im Nord-Sinai reagiert. Seine Haft war am 26. August, einen Tag vor seinem Tod, um 30 Tage verlängert worden. Bereits im September war ein Franzose für angebliche Verletzung einer Ausgangssperre in Kairo in ägyptischer Haft gestorben, als ihn Mitgefangene zu Tode geschlagen hatten.

#### Kritik
Die staatlichen ägyptischen Medien unterstützten den Kurs der neuen Führung widerspruchslos und gaben an, dass die Bevölkerung auf dem Sinai, darunter Beduinen, Stammesführer und lokale Würdenträger, die Armeeoffensive begrüße. Die fast vollständige Abriegelung der Sinai-Halbinsel durch das Militär erschwerte es dagegen Journalisten, ein objektives Bild der Lage zu erhalten. Im September wurde der Reporter Ahmad Abu Draa, der zuvor von Angriffen der Armee auf Zivilisten berichtet hatte, von Sicherheitskräften festgenommen und vom Militär beschuldigt, Falschmeldungen zu verbreiten und einen „Informationskrieg“ gegen die Übergangsregierungstruppen zu führen.
Im Oktober wurde in den Medien gemeldet, dass es Journalistinnen der US-amerikanischen Online-Magazine Slate und McClatchy gelungen sei, auf den Sinai vorzudringen. Ihre Berichte bestätigen demnach Abu Draas Vorwürfe, dass die ägyptische Armee in der Region nicht nur gegen angebliche Aufständische vorgeht, sondern gegen jeden, der Kontakte mit mutmaßlichen Rebellen unterhält, womit in der von Stammesbeziehungen geprägten Beduinen-Gesellschaft fast jede Person betroffen sei. Die Anzahl der von der Armee getöteten Opfer unter den Zivilisten seit Beginn der Militäroperation belief sich nach Angaben von Ibrahim al-Minai, dem Anführer eines Bündnisses verschiedener Stammesgruppen auf dem Sinai, auf mindestens 52 Menschen, darunter 16 Frauen und Kinder. Zwei Tage nachdem Minai mit der Journalistin Nadine Marroushi vom Online-Magazin Slate gesprochen hatte, soll das Militär seine beiden Häuser und die Versammlungshalle seines Stammesverbandes bombardiert haben. Der Chef der Sicherheitskräfte in Nordsinai, Generalmajor Samih Baschadi, wies die Vorwürfe zurück und gab an, nur ausgewählte Ziele anzugreifen, ohne Unschuldige zu treffen.
Christoph Sydow fasste das Vorgehen des Militärs auf dem Sinai im Spiegel zusammen: „Üblicherweise laufen die Angriffe nach folgendem Muster ab: Zuerst greift die Armee Dörfer, in denen sie Kämpfer vermutet, mit Hubschraubern an. Anschließend rücken Bodentruppen ein. Das weitere Vorgehen unterscheidet sich dann nach Angaben von Augenzeugen von Dorf zu Dorf. Mal beschießen die Soldaten sämtliche Häuser mit Panzern, mal machen die Streitkräfte alle Häuser dem Erdboden gleich. Andernorts ziehen die Truppen plündernd von Haus zu Haus und nehmen alles mit, was sich zu Geld machen lässt.“

## Opfer
Todesfälle seit Ende Juli 2011: 27–35 ägyptische Soldaten und 4 Zivilisten getötet; 3 israelische Soldaten und 7 Zivilisten; 54 islamistische Kämpfer und Verdächtige getötet. Insgesamt 95–103 Todesopfer.
- 30. Juli 2011: 6 Mitglieder der ägyptischen Sicherheitskräfte getötet
- 14. August–September 2011: Operation Adler: 1 islamistischer Kämpfer und 2 Zivilisten getötet
  - 15. August 2011: 1 islamistischer Kämpfer getötet, 6 gefangen genommen.
  - 17. August 2011: 2 Beduinen in ungeklärten Umständen getötet.
- 18. August 2011: Grenzüberschreitende Angriffe in Süd-Israel 2011, 6 israelische Zivilisten und zwei Soldaten sowie 5 ägyptische Soldaten und 10 Angreifer getötet.
- 18. Juni 2012: 1 israelischer Zivilist und 2 verwundet durch eine Attacke auf israelisch-ägyptischen Grenzzaun.[41]
- 5. August 2012: Ägyptisch-israelische Grenzattacke 2012, 16-24 ägyptische Soldaten and 8 islamistische Kämpfer getötet.
- 7. August 2012: Operation Sinai (2012) – 32 Kämpfer und Verdächtige getötet, 38 festgenommen; bis Anfang September 2012 2 Zivilisten getötet.
  - 8. August 2012: 20 Kämpfer im Sinai getötet.
  - 12. August 2012: 7 mutmaßliche Kämpfer getötet.
  - 13. August 2012: Bewaffnete Männer erschossen den Stammesführer Chalaf al-Menahy und seinen Sohn.
  - 29. August 2012: Panzer des ägyptischen Heeres und Helikopter griffen dschihadistische Zellen an, was zum Tod von 11 Kämpfern und 23 Verhafteten und keinen berichteten militärischen Opfern führte.[42]
- 21. September 2012: 1 israelischer Soldat und 3 islamistische Kämpfer getötet.
- 3. November 2012: 3 ägyptische Polizisten getötet.

## Reaktionen

### Israel
Das Camp-David-Abkommen 1979, das den Frieden zwischen Ägypten und Israel herstellte, verfügt, dass der Sinai demilitarisiert bleiben muss.
Am Anfang der Operation 2011 erlaubte Israel den Aufmarsch von Tausenden Truppenangehörigen in den Sinai, mit Helikoptern und Panzerwagen, aber nicht mit Panzern.
Anfang August 2012, als sich die Operation Adler intensivierte, genehmigte Israel eine Bitte seitens des israelischen Verteidigungsministers Ehud Barak, Ägypten zu erlauben, Angriffshelikopter in den Sinai ausschwärmen zu lassen.
Jedoch wurde Besorgnis geäußert, als Ägypten begann, mehr Mitglieder der Streitkräfte und Panzer ohne Abstimmung mit Israel aufmarschieren zu lassen. Am 21. August sagte der israelische Außenminister Avigdor Lieberman, es sei für Israel wichtig, zu gewährleisten, dass der ägyptisch-israelische Friedensvertrag aufrechterhalten wird, und nicht zu schweigen, wenn ägyptische Streitkräfte in den Sinai einfahren. Von israelischen Beamten wurde Sorge wegen der den Friedensvertrag verletzenden Unterlassung Ägyptens geäußert, Israel über den Panzeraufmarsch in den Sinai in Kenntnis zu setzen. Lieberman: „Wir müssen gewährleisten, dass jedes Detail eingehalten wird, sonst sehen wir uns, was den Vertrag betrifft, auf Glatteis.“ Am selben Tag berichtete die israelische Tageszeitung Maariv, dass Israel über das Weiße Haus eine Nachricht nach Ägypten geschickt hatte, in der über Ägyptens fortlaufende Erhöhung der Militärpräsenz im Sinai ohne Abstimmung mit Israel protestiert und Ägypten gesagt worden war, dass es seine Panzer aus dem Sinai entfernen müsse, da ihre Anwesenheit den ägyptisch-israelischen Friedensvertrag von 1979 verletze, der besagt, dass die Sinai-Halbinsel demilitarisiert bleiben müsse. Was die israelische Tageszeitung Maariv berichtet hatte, wurde durch einen Artikel in der New York Times bestätigt, der feststellte, dass Israel durch den Einmarsch ägyptischer Panzer in die nördliche Sinai-Halbinsel ohne Abstimmung mit Israel „beunruhigt“ war und Ägypten gebeten habe, sie zurückzuziehen. Teilweise weil das ägyptische Militär Panzer in die Sinai-Halbinsel aufmarschieren ließ, ist Israel zunehmend besorgt darüber, was lang seine entscheidendste Partnerschaft in der Region war. Die fehlende Abstimmung rund um ihren Aufmarsch wird laut der New York Times als möglicherweise einen Friedensvertrag, der seit Jahrzehnten ein Fundament der Sicherheit Israels ist, unterminierend gesehen. Israel ist auch besorgt, dass Ägypten die Operation Adler verwenden könnte, seine Militärpräsenz im Sinai auszubauen und die Panzer und Transportpanzer im Sinai zu lassen, während es nicht viel mehr als symbolisches Handeln betreibt, die Bedrohung durch den Terrorismus auszuradieren.
Israel hat keine formelle Beschwerde abgegeben und zieht stattdessen vor, das Problem durch stille Kontakte, wie auch Mediation seitens den USA zu lösen, um zu vermeiden, sein Verhältnis zu Ägypten zu belasten.
Am 24. August 2012 sagte eine höhere Quelle aus dem ägyptischen Militär, dass der ägyptische Verteidigungsminister Abdel Fattah el-Sissi und der israelische Verteidigungsminister Ehud Barak eine Einigung über die Frage der Militarisierung des Sinai erreicht hätten. Al Hayat berichtete, dass Sissi Barak angerufen und gesagt habe, Ägypten sei einer Beibehaltung des Friedensvertrags mit Israel verbunden. Sissi sagte, die Militarisierung sei vorübergehend und für die Sicherheit nötig, um den Terrorismus zu bekämpfen. Ein israelischer Verteidigungsbeamter bestritt jedoch, dass ein solches Gespräch stattgefunden habe.
In der zweiten Augusthälfte 2012 sagte der ägyptische Präsident Mursi, dass die Sicherheitsoperationen niemanden bedrohen und „es überhaupt keine internationalen oder regionalen Besorgnisse durch die Präsenz ägyptischer Sicherheitskräfte geben sollte“. Mursi fügte hinzu, dass die Kampagne „internationale Verträge voll respektiere“, auch wenn das ägyptisch-israelische Friedensabkommen ägyptischem Militäraufmarsch in den Sinai Grenzen setzt.
Am 8. September bestätigte ein israelischer Beamter, dass bezüglich der Operation Adler Abstimmung zwischen Israel und Ägypten vorhanden ist. Der ägyptische Militärsprecher Ahmed Mohammed Ali hatte vorher verkündet, dass Ägypten sich über seine Sicherheitsmaßnahmen im Sinai mit Israel beriet oder beraten habe.

### Vereinigte Staaten
Laut CNN bietet der US-Verteidigungsminister Leon Panetta, um die Sicherheit im Sinai zu erhöhen, dem ägyptischen Präsidenten Mohamed Mursi Hilfe, um Israel zu beruhigen, was er bei seinen neulichen Reisen nach Ägypten und Israel diskutierte, Ägypten Möglichkeiten des Austausches von Geheimdienstinformationen, um Ägypten zu helfen, militärische Bedrohungen in der Region zu erkennen, an. Die Technologie wird in großem Umfang im Irak und in Afghanistan verwendet, um Fahrzeuge in großer Entfernung zu erkennen. Die Technologie kann auch durch Multinational Force and Observers verwendet werden. Die Vereinigten Staaten bieten auch verstärkten Austausch von Geheimdienstinformationen, darunter Satellitenbilder und Drohnenflüge sowie Handyabfang und andere Kommunikation bei militanten Anschlagplanungsverdächtigen, an.
Am 22. August drängte das Außenministerium der Vereinigten Staaten Ägypten bezüglich der Operation Adler und jeglichen Sicherheitsoperationen im Sinai auf Transparenz. Das Außenministerium der Vereinigten Staaten sagte, dass die Vereinigten Staaten die Operation Adler gegen den Terrorismus unterstützen, aber betonte, dass Ägypten die Abstimmung mit Israel bezüglich dieser Operationen und der Militärerhöhung im Sinai gemäß dem Camp-David-Abkommen 1979 fortsetzen muss. Das Außenministerium der Vereinigten Staaten appellierte an Ägypten, seine Verpflichtungen unter dem 1979 Israelisch-ägyptischen Friedensvertrag zu erfüllen und mit Bedrohungen der Sicherheit im Sinai energisch umzugehen, während es gewährleiste, dass die „Verbindungslinien offen bleiben.“
Am 23. August sprach die US-Außenministerin Hillary Clinton mit dem ägyptischen Außenminister Mohamed Kamel Amr, wobei sie Amr drängte, mit Israel Verbindungslinien zu unterhalten, und betonte die Bedeutung der Transparenz bezüglich der Militarisierung des Sinai.

### Multinational Force and Observers in Sinai
Die Multinational Force and Observers im Sinai, eine 1979 während des Camp-David-Abkommens geschaffene internationale Organisation mit 1650 Mitarbeitern und Verantwortlichkeit für die Friedenserhaltung hielt sich während der Intensivierung der Operation Adler 2012 zurück. Ein Repräsentant der Organisation sagte, dass „wir nicht in der Lage sind, zu dieser Zeit auf Fragen der Medien zu antworten“, als Reaktion darauf, ob Ägypten um Erlaubnis gefragt habe, Waffen in den Sinai zu bringen und ob Israel es gestattet habe.